# Râul Măra
Râul Măra este un curs de apă, afluent al Râușorului. 